# Óscar Lasarte
Óscar Lasarte (Denia, Alicante; 1996) es un actor español.

## Trayectoria
Empezó a muy temprana edad a interesarse por las artes escénicas formando parte del grupo de teatro TeChabàs de su localidad natal Denia. Su rol debut en el cine fue con la película ¿Es el enemigo? La película de Gila de Alexis Morante, donde interpretó al carismático humorista y actor Miguel Gila, rol por el que ganó la Medalla del Círculo de Escritores Cinematográficos (CEC) como Actor revelación 2025 y fue nominado al Premio Goya al mejor actor revelación 2025. 
En febrero de 2025 se anunció su siguiente papel en el cine en con la película La cena de Manuel Gómez Pereira.

## Premios y nominaciones
Premios Goya
| Año  | Categoría              | Película                            | Resultado |
| ---- | ---------------------- | ----------------------------------- | --------- |
| 2024 | Mejor actor revelación | ¿Es el enemigo? La película de Gila | Nominado  |

Medallas del Círculo de Escritores Cinematográficos
| Año  | Categoría        | Película                            | Resultado |
| ---- | ---------------- | ----------------------------------- | --------- |
| 2024 | Actor revelación | ¿Es el enemigo? La película de Gila | Ganador   |